# Pepe Tapia
José Alejandro Tapia Bustamante, más conocido como Pepe Tapia (Santiago, 3 de abril de 1942-ibíd., 27 de mayo de 2020), fue un artista circense y comediante chileno.

## Biografía

### Juventud e inicios en el circo
Fue el único hijo de Angelino Tapia y Clara Bustamante. Realizó sus estudios en el Colegio Hispanoamericano.
Desarrolló su carrera en el ambiente circense, y también actuó en la compañía de revistas Bim Bam Bum.

### Carrera televisiva
En 1970 tuvo su debut en televisión, caracterizado como el payaso Bombín, en el programa Teleminimundo de Televisión Nacional de Chile (TVN), donde aparecía junto con el trío Chirola, Copucha y Cuchara. Desde entonces, apareció en programas de televisión como Tribunal de la risa, El show de Gloria Benavides, Jappening con ja, Dingolondango, Mediomundo, Sábados Gigantes –donde formó parte del segmento «Café Gigantes»–, Noche de Gigantes, Éxito y Vamos a ver, entre otros.
Algunos de sus personajes fueron, además del payaso Bombín, el mago Pepiosky Tapiasky, el mecánico Parachoque Muñoz, el boxeador Comboy Tapia y un cartero que decía la frase «la televisión penetra». Sin embargo, su personaje más recordado fue Ruperto, un eterno novio que nunca conseguía contraer matrimonio. Era considerado un seguidor del estilo del comediante estadounidense Jerry Lewis.
También participó en la película Sonrisas de Chile (1969), dirigida por José Bohr, en la serie Las historias de Sussi (1998), y en el teleteatro de la reconocida obra La pérgola de las flores, que fue producida por TVN y la Universidad Católica en 1975. En 1986 se presentó en el XXVII Festival Internacional de la Canción de Viña del Mar, donde recibió la antorcha de plata.

### Últimos años y muerte
En 2011 fue diagnosticado con la enfermedad de Alzheimer. Falleció en Santiago a los 78 años, el 27 de mayo de 2020, aquejado de una neumonía causada por la COVID-19, enfermedad que le había sido diagnosticada el 11 de mayo.

## Filmografía

### Cine
- Sonrisas de Chile (1969)